# کانکی یوریسادا

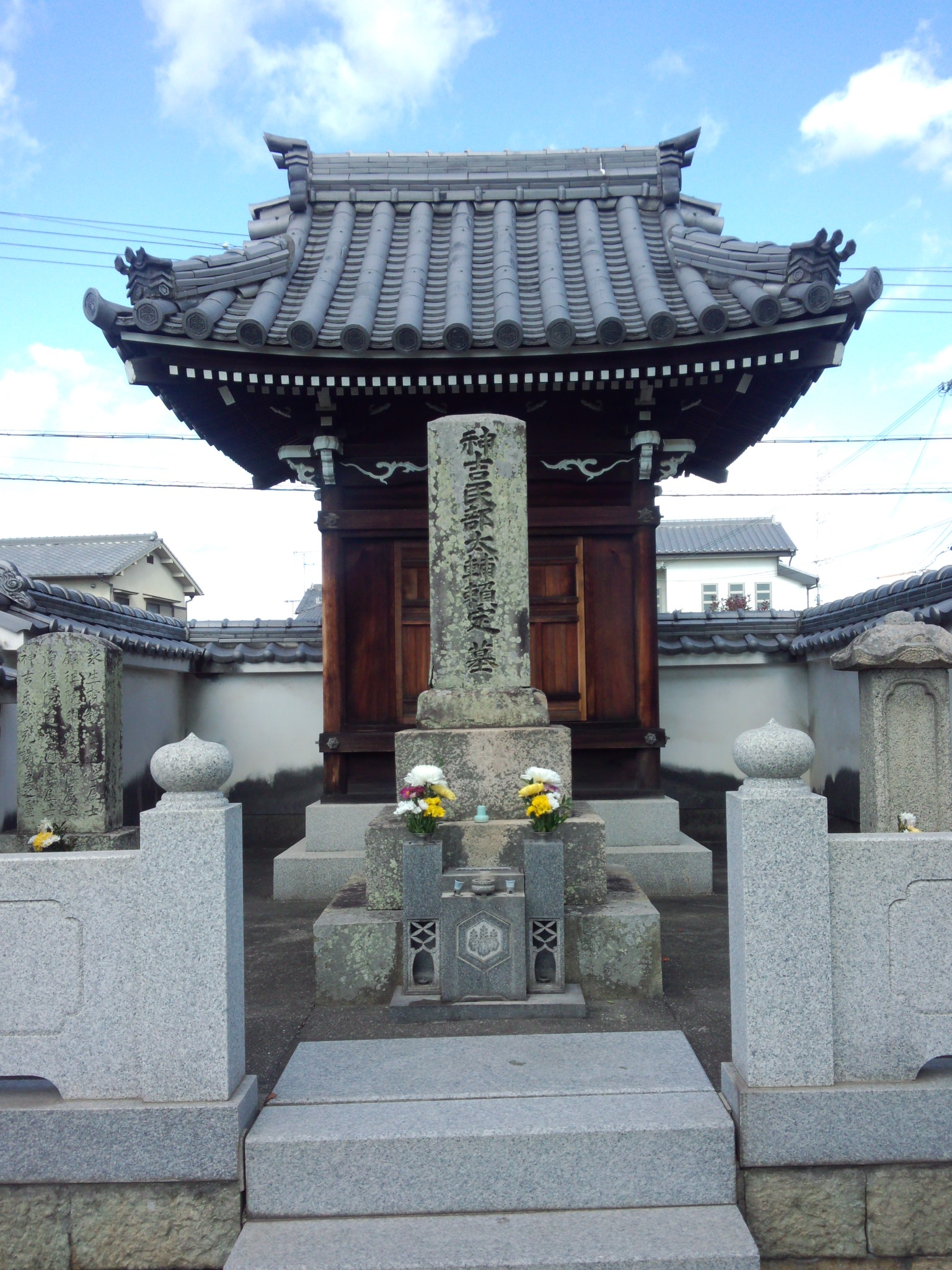
قبر

کانکی یوریسادا (به ژاپنی: 神吉 頼定 かんき よりさだ); تولد نامشخص – ۱ ژانویهٔ ۱۵۷۸) یک سامورایی و دایمیو در دوره سنگوکو و ملازم خاندان بشو صاحب قلعه کانکی بود.
اگرچه او در محاصره میکیبه موفقیت‌های نظامی زیادی دست یافت، اما توسط عمویش کانکی سادامیتسو ترور شد و درگذشت.
گفته می‌شود که ساکوما نوبوموری، یکی از نیروهای اودا که نتوانست قلعه کانکی را تصرف کند، مخفیانه عموی یوریسادا، کانکی سادامیتسو را مجبور به پاسخگویی کرد و یوریسادا توسط نیروهای نوبوموری و سادامیتسو ترور شد. با این حال، گفته می‌شود که این یک داستان تخیلی است، و همچنین گفته می‌شود که ارتش هیده یوشی تویوتومی به یکباره هجوم آوردند، یوریسادا را کشتند و قلعه کانکی را تسخیر کردند.